# Drilognathus capensis
Drilognathus capensis är en ringmaskart som beskrevs av Francis Day 1960. Drilognathus capensis ingår i släktet Drilognathus och familjen Oenonidae. Inga underarter finns listade i Catalogue of Life.